# Gun Hill Road (línea de la Avenida Dyre)
Gun Hill Road es una estación local en la línea de la Avenida Dyre del Metro de Nueva York de la división A del Interborough Rapid Transit Company (IRT). La estación se encuentra localizada en Baychester, Bronx entre la Gun Hill Road  y la Avenida Seymour. La estación es servida por los trenes del servicio .